# Aquatló
L'aquatló és un esport combinat i de resistència en el qual l'atleta realitza dues disciplines en tres segments: cursa a peu, natació i cursa a peu. L'ordre és l'assenyalat i el cronòmetre no s'atura durant tota la competició. A nivell competitiu, l'aquatló és competència de les diferents Federacions de Triatló; en el cas de Catalunya, la Federació Catalana de Triatló.